# Ворохобов, Леонид Андреевич
Леони́д Андре́евич Ворохо́бов (18 февраля 1920, Лепель, Витебская губерния — 8 октября 1999, Москва) — детский хирург, в течение более 20 лет он занимал пост начальника Главного управления здравоохранения города Москвы.

## Биография
Ворохобов родился 18 февраля 1920 г. в г. Лепель в Белоруссии. Родом из крестьянской семьи. Отец работал делопроизводителем и бухгалтером. Мать была учительницей младших классов. Семья Ворохобова вскоре после его рождения была вынуждена переехать в Россию, город Городок, Витебской губернии, в связи с голодом и оккупацией немцами и поляками. В Городке Леонид начал учёбу в школе, вскоре их семья переехала в Россию, город Невель, Псковской области. В год окончании школы он простудился и осложнением стало воспаление лёгких и туберкулез, отводом от армии позднее стал пневмоторакс, который был у Леонида Андреевича в течение 10 лет.
В 1940 году поступил в 3-й Московский медицинский институт. Учиться было очень трудно, Леониду приходилось подрабатывать в морге 1-го Московского медицинского института. С июля по сентябрь 1941 года, в связи с началом Великой Отечественной войны находился в истребительном батальоне Советского района Москвы, а с октября 1941 года по январь 1942 года временно исполнял обязанности директора 3-го Московского медицинского института. С января этого же года возобновил учёбу уже в 1-м Московском медицинском институте.
После окончания института в 1945 году работал врачом лаборантом в Институте организации здравоохранения и истории медицины АМН СССР, совмещая с работой врача-хирурга в Детской больнице имени Филатова, где заведовал хирургическим отделением. С 1959 г. Ворохобов возглавил больницу.
Ворохобов оперировал очень много и постоянно брал ночные дежурства. Он был очень активным человеком, ответственным организатором и хорошим врачом, его заслуги были замечены и в 1965 году Ворохобов был назначен на должность заведующего Московским городским отделом здравоохранения (с 1968 года — Главное управление здравоохранения Мосгорисполкома).

## Научная и общественная деятельность
Леонидом Андреевичем было опубликовано 46 научных статей и 2 монографии:
- Вопросы оказания скорой медицинской помощи : Материалы Науч.-практ. конференции, посвящ. пятидесятилетию организации скорой мед. помощи. 20-22 окт. 1969 г. / Ред. коллегия: Л. А. Ворохобов и др. ; Гл. упр. здравоохранения Мосгорисполкома. Станция скорой мед. помощи г. Москвы. Моск. гор. науч.-исслед. ин-т скорой помощи им. Склифосовского. — Москва, 1970. — 206 с.
- «Острый аппендицит у детей».
- Волков, М. В. О замещении дефектов большеберцовой кости после гематогенного остеомиелита у детей / М. В. Волков, Л. А. Ворохобов // Ученые записки 2-го Московского института. — М., 1958. — Т. 15. — С. 153—161.[7]
- Ворохобов, Л. А. Отдаленные результаты операций Гана при дефекте большеберцовой кости после остеомиелита / Л. А. Ворохобов // Ортопед. травматол. 1956. — № 1. — С. 82.[8]
- Ворохобов Л. А., Костомарова Г. А. Диагностика и клиника острого аппендицита у детей раннего возраста // Педиатрия, 1962, 5, 65.[9]

Также его работы посвящены организации здравоохранения, лечению пневмоний, проктологии, токсикологии, лечению острого аппендицита, перитонита, реанимации, абдоминальной хирургии.

## Награды
Ордена:
- орден Ленина;
- орден Трудового Красного Знамени;
- орден Трудового Красного Знамени;
- орден Знак Почета;

и медали:
- «За оборону Москвы»,
- «За доблестный труд в Великой Отечественной войне 1941—1945 годах»,
- За доблестный труд в ознаменование 100-летия со дня рождения Ленина.
- 1975 год — Леониду Андреевичу присвоено почётное звание Заслуженный врач РСФСР.

## Память
В честь персоны названа 67-я городская клиническая больница г. Москвы: 
29 ноября 2011 года Правительством Москвы было принято решение присвоить 67-й больнице имя этого выдающегося человека, полного энтузиазма, добродетели и мудрости, память о котором навсегда останется в сердцах не только сотрудников больницы, но и всего медицинского сообщества города Москвы.